# 119° Regimento de Infantaria (Estados Unidos)
O 119º Regimento de Infantaria foi um regimento de infantaria do Exército dos Estados Unidos . A unidade era um elemento orgânico da 30ª Divisão de Infantaria ("Old Hickory") do Exército dos Estados Unidos.

## História

### guerra civil Americana
Em 19 de abril de 1861, o 1º Regimento de Voluntários da Carolina do Norte foram constituídos no Exército dos Estados Confederados e colocados em serviço de 9 a 16 de maio de 1861 por seis meses a partir de companhias de milícias da Carolina do Norte existentes.
- Companhia A (Edgecombe Guards), Tarboro, Carolina do Norte
- Companhia B (Rifles Hornet's Nest), Charlotte, Carolina do Norte
- Companhia C (Charlotte Grays), Charlotte, Carolina do Norte
- Companhia D (Infantaria Ligeira Laranja), Hillsboro, Carolina do Norte
- Companhia E (Buncombe Riflemen), Asheville, Carolina do Norte
- Companhia F (Lafayette Light Infantry), Fayetteville, Carolina do Norte
- Companhia G (Rifles Burke)
- Companhia H (Infantaria Leve Independente de Fayetteville)
- Companhia I (Enfield Blues)
- Companhia K (Estrelas do Sul), Lincolnton, Carolina do Norte

O regimento foi redesignado em 11 de setembro de 1861 como o 11º Regimento de Voluntários da Carolina do Norte, para distingui-lo do 1º Regimento, as Tropas Estaduais da Carolina do Norte, um regimento de milícia de defesa doméstica. Em 12 de novembro de 1861, foi retirado de serviço em Richmond, Virgínia . Em 31 de março de 1862, o regimento foi reorganizado no Exército dos Estados Confederados como o 11º Regimento de Infantaria da Carolina do Norte, e foi rendido e em liberdade condicional em 9 de abril de 1865 em Appomattox, Virgínia . Durante a guerra, o regimento lutou na Batalha de Gettysburg, Batalha do Deserto, Batalha da Spotsylvania Court House, Cerco de Petersburgo e Batalha de Appomattox, entre outros.

### Pós-Guerra Civil e Guerra Hispano-Americana
Em 10 de abril de 1877, os 1º e 2º Batalhões da Guarda Estadual da Carolina do Norte, foram organizados no centro e leste da Carolina do Norte a partir de companhias de milícias existentes.

#### 1º Batalhão
- Companhia A (Infantaria Leve de Raleigh), Raleigh, Carolina do Norte
- Companhia B (New Berne Grays) New Berne, Carolina do Norte
- Companhia C (Elm City Riflemen), New Berne, Carolina do Norte
- Companhia D (Goldsboro Rifles), Goldsboro, Carolina do Norte
- Companhia E (Orange Guards), Hillsboro, Carolina do Norte

#### 2º Batalhão
- Companhia A (Infantaria Ligeira Independente de Fayetteville), Fayetteville, Carolina do Norte
- Companhia B (Lafayette Light Infantry), Fayetteville, Carolina do Norte
- Companhia C (Infantaria Ligeira de Wilmington), Wilmington, Carolina do Norte
- Companhia D (Rifles de Whiting), Washington, Carolina do Norte
- Companhia E (Hornet's Nest Riflemen), Charlotte, Carolina do Norte
- Companhia F (Charlotte Grays), Charlotte, Carolina do Norte
- Companhia G (Anson Grays), Polkton, Carolina do Norte

Em 10 de dezembro de 1877, eles foram reorganizados e redesignados como 1º e 2º Regimentos. O 3º Regimento foi organizado em 17 de março de 1879. De 9 a 27 de maio de 1898, elementos do 1º, 2º e 3º Regimentos foram organizados como o 2° Regimento de Infantaria Voluntária da Carolina do Norte e reunidos em serviço em Raleigh; outros elementos foram designados para a 1ª Infantaria Voluntária da Carolina do Norte. Os 1º e 2º Regimentos de Infantaria Voluntária da Carolina do Norte foram retirados de serviço de 3 a 23 de novembro de 1898. Em 8 de maio de 1899, os 2º e 3º Regimentos de Infantaria foram organizados na Guarda Estadual da Carolina do Norte. Em 1903, a Guarda Estadual da Carolina do Norte foi renomeada Guarda Nacional da Carolina do Norte.

### Fronteira mexicana, Primeira Guerra Mundial e período entre guerras
Em 19 de junho de 1916, os 2º e 3º Regimentos de Infantaria entraram em serviço durante a Expedição Pancho Villa . O 3º Regimento foi convocado em 27 de março de 1917, mas o 2º Regimento não; após a entrada americana na Primeira Guerra Mundial em 6 de abril de 1917, o 3º Regimento de Infantaria foi chamado de volta ao serviço federal em 25 de julho de 1917 e convocado para o serviço federal em 5 de agosto de 1917. Em 12 de setembro de 1917, o 2º Regimento foi renomeado como 119º Regimento de Infantaria e o 3º Regimento como 120º Regimento de Infantaria, e foram designados para a 30ª Divisão. A 30ª Divisão participou da Segunda Batalha do Somme e da Segunda Batalha do Lys . A 30ª Divisão foi desmobilizada em 17 de abril de 1919 em Camp Jackson, Carolina do Sul . Em 1919-1921, os 119º e 120º Regimentos de Infantaria foram consolidados no 1º Regimento de Infantaria, Guarda Nacional da Carolina do Norte, com sede federal organizada em 2 de maio de 1921 em Raleigh. Em 8 de novembro de 1921, o 1º Regimento de Infantaria foi redesignado como 120º Regimento de Infantaria e designado para a 30ª Divisão. A 30ª Divisão era composta pelos 117º, 118º, 120º e 122º Regimentos de Infantaria ; em 1924, o 122º Regimento de Infantaria original passou a ser 121º Regimento de Infantaria . Assim, a 119ª Infantaria deixaria assim de existir até 1942.

### Segunda Guerra Mundial
Em 16 de novembro de 1940, a 30ª Divisão foi introduzida no serviço federal. Em 22 de novembro de 1941, a 121ª Infantaria foi dispensada da divisão e designada para a 8ª Divisão de Infantaria, uma divisão do Exército Regular que havia perdido dois de seus regimentos para outras funções. Quando a 30ª Divisão foi convertida de uma divisão "quadrada" para uma divisão "triangular" em 1942, ela também perdeu o 118º Regimento de Infantaria . Para devolver a divisão a três regimentos, o 119º Regimento de Infantaria foi reconstituído na Guarda Nacional da Carolina do Norte em 24 de agosto de 1942, ativado em 7 de setembro de 1942 em Fort Jackson e designado para a 30ª Divisão de Infantaria. A 119ª Infantaria lutaria com a 30ª Divisão na Europa em 1944-1945 nas campanhas da Normandia, Norte da França, Renânia, Ardenas-Alsácia e Europa Central . A 30ª Divisão de Infantaria foi inativada em 24 de novembro de 1945 em Fort Jackson.

### Guerra Fria
Em 8 de julho de 1947, elementos da 119ª Infantaria e do 1º e 3º Batalhões do 120ª Infantaria foram consolidados, reorganizados e reconhecidos federalmente no leste da Carolina do Norte como o 119º Regimento de Infantaria. Em 28 de outubro de 1954, o regimento, menos os elementos da região central da Carolina do Norte, foi organizado para incluir o antigo 167º Batalhão de Polícia Militar como 1º Batalhão. Elementos do regimento do centro da Carolina do Norte foram consolidados com elementos do 120º Regimento de Infantaria localizado no centro da Carolina do Norte para formar o novo 139º Regimento de Infantaria . Em 1º de abril de 1959, o 119º Regimento de Infantaria foi reorganizado sob o Sistema Regimental de Armas de Combate e o conceito Pentômico para consistir no 1º e 2º Grupos de Batalha, elementos da 30ª Divisão de Infantaria. Em 10 de março de 1963, os 1º e 2º Grupos de Batalha da 119ª Infantaria, foram reorganizados como 4º, 5º e 6º Batalhões da 119ª Infantaria, elementos da 30ª Divisão de Infantaria. Em 1 de janeiro de 1968, o regimento foi reorganizado para consistir no 1º Batalhão, um elemento da 30ª Divisão de Infantaria. Em 1974, a 30ª Divisão de Infantaria foi desativada, e a brigada na Carolina do Norte tornou-se a 30ª Brigada de Infantaria (Mecanizada) (Separada), o que hoje é conhecido como 30ª Brigada Blindada de Combate.

### História recente
O 1º Batalhão da 119º Infantaria foi apelidado de "Batalhão do Dragão do Pântano" devido à natureza do terreno em sua área natal do leste da Carolina do Norte . No início dos anos 2000, a Empresa A estava localizada em Roanoke Rapids . O batalhão foi alertado para desdobramento em março de 2003 e foi para o Iraque com a brigada.

## Condecorações
- Citação da Unidade Presidencial (Exército), serpentina bordada STOUMONT, BÉLGICA

- Citação da Unidade Presidencial (Exército), serpentina bordada PIVITSHEIDE, ALEMANHA

- Croix de Guerre francês com Palm, II Guerra Mundial, serpentina bordada FRANÇA

- Croix de Guerre Francês 1939-1945 com Estrela Dourada Prata, Segunda Guerra Mundial, serpentina bordada STOUMONT E HABIEMONT

- Fourragere belga 1940

- Citado na Ordem do Dia do Exército Belga para ação na BÉLGICA

- Citado na Ordem do Dia do Exército Belga para a ação nas ARDENNAS

- Companhia C, 1º Batalhão, também com direito a Meritorious Unit Comommendation, serpentina bordada REINO UNIDO

## Insígnia do Regimento
- Descrição

Um dispositivo de cor prata e esmalte metálico 1 3/16 polegadas (3,02 cm) de altura total consistindo de um escudo brasonado: Per fess Azure e Argent, sobre um montículo na base Vert um leão desenfreado passante contraposto, olhado, languido e armado Gules. Anexado abaixo e nas laterais do escudo está um pergaminho prateado virado para azul com a inscrição "UNDAUNTED" em letras azuis.
- Simbolismo

O azul é a cor da Infantaria. As funções da organização estão implícitas alegoricamente no leão feroz, sendo heráldica a imagem viva de um bom soldado que deve ser valente de coragem, forte de corpo e inimigo do medo. O lema alude ao simbolismo do escudo e é expressivo das características do pessoal.
- Fundo

A insígnia da unidade distintiva foi aprovada em 4 de fevereiro de 1943. Foi alterado para alterar a descrição em 29 de março de 1953.

## Brasão de armas do Regimento

### Brasão
- Escudo

Per fess Azure e Argent, sobre um monte na base Vert, um leão desenfreado passou contra Gules, olhos, languidez e armados.
- Crista

Isso para os regimentos e batalhões separados da Guarda Nacional do Exército da Carolina do Norte: Em uma coroa de flores das cores Argent e Azure, um ninho de vespas pendurado em um galho cercado por 13 vespas todas apropriadas. Lema: INESQUECÍVEL.

### Simbolismo
- Escudo

O azul é a cor da Infantaria. As funções da organização estão implícitas alegoricamente no leão feroz, sendo heráldica a imagem viva de um bom soldado que deve ser valente de coragem, forte de corpo e inimigo do medo.
- Crista

A crista é a da Guarda Nacional do Exército da Carolina do Norte.

### Fundo
O brasão de armas foi aprovado em 4 de fevereiro de 1943. Foi alterado para mudar o brasão em 29 de março de 1953.